# Emin Alper

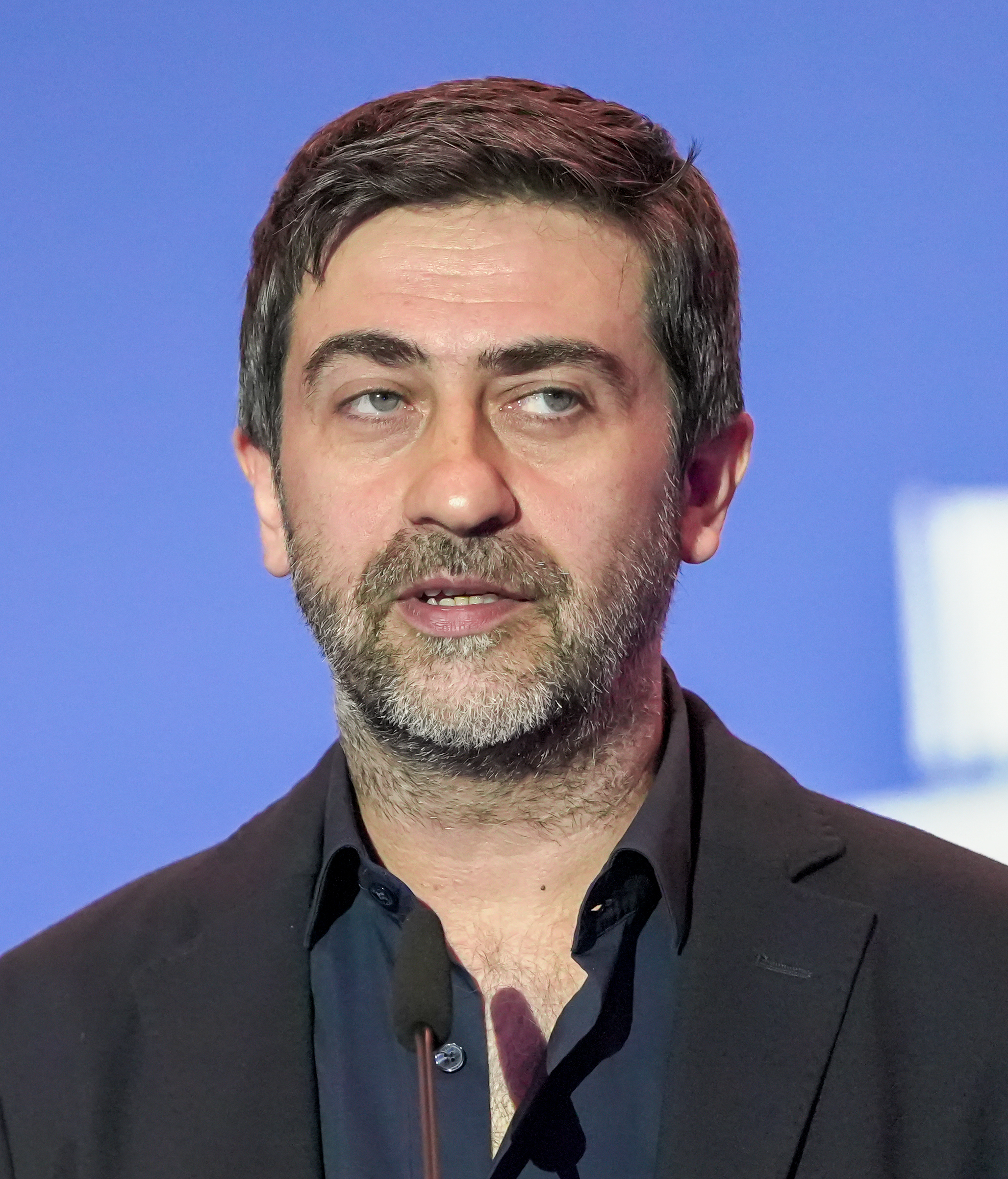
Alper beim LUX-Publikumspreis 2023 des Europäischen Parlamentes, Brüssel

Emin Alper (* 13. August 1974 in Ermenek) ist ein türkischer Filmregisseur und Drehbuchautor.

## Leben

### Ausbildung und Hinwendung zum Kino
Emin Alper, der in Zentralanatolien aufwuchs, machte sein Abitur in Ankara. Danach schrieb er sich an der Istanbuler Boğaziçi Üniversitesi für das Fach Bauingenieurwesen ein. Aufgrund seines Interesses für soziale Fragestellungen wechselte Alper zwei Jahre später das Fach und studierte stattdessen Wirtschaftswissenschaften, später auch Geschichtswissenschaft. Er promovierte im Fach Neuere türkische Geschichte und lehrte an der İstanbul Teknik Üniversitesi an der Fakultät für Geistes- und Sozialwissenschaften. Ein Filmstudium kam in den 1990er-Jahren für Alper laut eigenen Angaben nicht in Frage, da es in der Türkei kein öffentliches Finanzierungssystem für Autorenfilme gab.
Als Jugendlicher begann sich Alper für das Kino, Theater und die Literatur zu begeistern. Als ein Schlüsselereignis bezeichnet er das Sehen von Emir Kusturicas Die Zeit der Zigeuner (1989), als er 18 Jahre alt war. Zu Studienzeiten war Alper Mitglied in der Theatergruppe und im universitären Filmklub, wo Diskussionsrunden und Interviews mit so bekannten türkischen Regisseuren wie Zeki Demirkubuz und Nuri Bilge Ceylan organisiert wurden. Ceylan nennt er als einen der größten Einflussgeber, neben Stanley Kubrick, Michael Haneke, Rainer Werner Fassbinder, Sergio Leone sowie den US-amerikanischen Autoren William Faulkner und Flannery O’Connor bzw. den russischen Schriftstellern Dostojewski, Tolstoi und Tschechow. Auch versuchte sich Alper neben Filmkritiken, die er aufgrund des Fehlens von Filmzeitschriften in der Türkei in einer universitätseigenen Publikation veröffentlichte, an ersten Drehbuchentwürfen. 2004 erschien er außerdem als Schauspieler in dem Kurzfilm Apartman des befreundeten türkischen Filmemachers Seyfi Teoman, der ihn bis zu seinem Unfalltod im Jahr 2012 förderte. 2005 hatte Alper einen Auftritt als Schauspieler in dem Kurzfilm Çarpisma (2005) von Umut Aral und es entstanden mit Mektup (2005) und Rıfat (2006) erste eigene Kurzfilmarbeiten.

### Erfolg mit ersten Spielfilmarbeiten
Nach seiner Promotion im Jahr 2009 begann Alper, unterstützt von Zeki Demirkubuz und von Seyfi Teoman als Produzent, mit den Arbeiten an seinem Spielfilmdebüt. Tepenin ardi – Beyond the Hill (2012) erzählt die Geschichte von einem alternden Patriarchen (dargestellt von Tamer Levent), der in kargen Verhältnissen in der einsamen Bergwelt Anatoliens lebt und Besuch von einem seiner Söhne und seinen Enkeln erhält. Das Zusammenleben ist von Abhängigkeiten und schwelenden Aggressionen geprägt sowie von der Angst vor Nomaden-Angriffen. Mit dem Drehbuch zum Film hatte Alper bereits 15 Jahre vor Beginn der Dreharbeiten begonnen. Er überarbeitete es ein Jahr vor dem dreiwöchigen Filmdreh, der nahe dem anatolischen Dorf stattfand, in dem Alper seine Kindheit verbrachte. Tepenin ardi – Beyond the Hill wurde 2012 im Forum der 62. Internationalen Filmfestspiele von Berlin uraufgeführt, wo die bildgewaltige Western-Parabel mit bissigem, hintergründigem Kommentar zu türkischen Gesellschaftsstrukturen von der taz als „eines der außergewöhnlichsten Debüts im türkischen Kino der letzten Jahre“ gelobt wurde. Alpers erster Spielfilm gewann auf der Berlinale den Caligari Filmpreis. Es folgten über 20 weitere internationale Film- und Festivalpreise, darunter die Hauptpreise auf den internationalen Filmfestivals von Istanbul und Ankara.
Nach dem großen Erfolg seines Spielfilmdebüts erhielt Alper 2015 für seinen zweiten Spielfilm Abluka – Jeder misstraut jedem (englischsprachiger Festivaltitel: Frenzy) eine Einladung in den Wettbewerb um den Goldenen Löwen der 72. Internationalen Filmfestspiele von Venedig. In seiner düsteren Zukunftsversion ist die Türkei zu einem mit enormen Polizeiaufgebot kontrollierten Staat geworden, der seine Bürger ausspioniert und Gegner als Terroristen bekämpft. Im Mittelpunkt steht ein Brüderpaar aus Istanbul. Der Ältere (dargestellt von Mehmet Özgür) wird vorzeitig aus dem Gefängnis entlassen, um sich einer Spezialeinheit anzuschließen, die den Müll der Stadt nach Sprengstoffspuren für eine nicht näher erklärte Terrorserie durchsucht. In den Barackensiedlungen am Rande Istanbuls trifft er seinen jüngeren Bruder (Berkey Ates) wieder. Dieser macht Jagd auf die verwilderten Hunde der Stadt, obgleich er sich nach der Arbeit fürsorglich mit seinem eigenen Hund beschäftigt. Abluka wurde zum erweiterten Favoritenkreis auf den Goldenen Löwen gezählt und gewann den Spezialpreis der Jury sowie den Premio Arca CinemaGiovani für den besten Film im Wettbewerb.
Alper bezeichnet sich selbst als pessimistischen Filmemacher und nennt Stanley Kubricks Eyes Wide Shut und Michael Hanekes Caché als beeindruckendste Filme der letzten 20 Jahre.

## Filmografie
- 2005: Mektup (Kurzfilm)
- 2006: Rıfat (Kurzfilm)
- 2012: Tepenin ardi – Beyond the Hill (Tepenin Ardı)
- 2015: Abluka – Jeder misstraut jedem (Abluka)
- 2019: Eine Geschichte von drei Schwestern (Kız Kardeşler)
- 2022: Burning Days (Kurak Günler)

## Auszeichnungen (Auswahl)
- 2012: Caligari Filmpreis bei den Internationalen Filmfestspielen Berlin für Tepenin ardi – Beyond the Hill
- 2012: Bester türkischer Film, Bestes Drehbuch und FIPRESCI-Preis auf dem International Istanbul Film Festival für Tepenin ardi – Beyond the Hill
- 2012: Preis der türkischen Filmkritik für Tepenin ardi – Beyond the Hill (Bester Film, Bestes Drehbuch)
- 2012: Netpac-Preis auf dem Internationalen Filmfestival Karlovy Vary für Tepenin ardi – Beyond the Hill
- 2012: Spezialpreis der Jury des Sarajevo Film Festival für Tepenin ardi – Beyond the Hill
- 2012: zwei Asia Pacific Screen Awards für Tepenin ardi – Beyond the Hill (Bester Film, Bestes Drehbuch)
- 2013: Bester Film, Beste Regie, Bestes Drehbuch und Academia Jury Award auf dem Ankara International Film Festival für Tepenin ardi – Beyond the Hill
- 2015: Spezialpreis der Jury und Premio Arca CinemaGiovani auf den Internationalen Filmfestspielen von Venedig für Abluka – Jeder misstraut jedem
- 2017: Großer Kunstpreis Berlin (Sektion Film- und Medienkunst)